# Breznica (Žagubica)
Breznica es una población rural de la municipalidad de Žagubica, en el distrito de Braničevo, Serbia.

## Demografía
Hasta 2011 la población era de 158 habitantes.